# John Newbold
John Newbold (Jacksdale, 14 dicembre 1952 – Coleraine, 15 maggio 1982) è stato un pilota motociclistico britannico.

## Carriera
Ha corso nel motomondiale fra il 1974 e il 1981, nelle classi 350, utilizzando sempre moto Yamaha, e 500 (utilizzando invece moto Suzuki).
Ha ottenuto una vittoria in occasione del Gran Premio motociclistico di Cecoslovacchia della 500 nel 1976 e proprio in quell'anno ha ottenuto il suo miglior piazzamento finale in classifica generale con un 5º posto.
Ha continuato a gareggiare in modo continuativo sino al 1978 per poi limitare le sue presenze solamente al gran premio di casa.
Ha trovato la morte durante la North West 200 (gara che aveva vinto nel 1978) a Coleraine, in Irlanda del Nord, il 15 maggio 1982.

## Risultati nel motomondiale

### Classe 350
| 1974 | Classe | Moto   |  |  |  |  |  |   |    |  |  |    |  |  |  | Punti | Pos. |
| ---- | ------ | ------ |  |  |  |  |  | - | -- |  |  | -- |  |  |  | ----- | ---- |
| 1974 | 350    | Yamaha |  |  |  |  |  | 7 | NE |  |  | NE |  |  |  | 4     | 40º  |

| 1977 | Classe | Moto   |   |    |    |   |   |    |   |     |    |   |   |   |   | Punti | Pos. |
| ---- | ------ | ------ | - | -- | -- | - | - | -- | - | --- | -- | - | - | - | - | ----- | ---- |
| 1977 | 350    | Yamaha | - | AN | 14 | - | - | 10 | - | Rit | NE | - | - | - | - | 1     | 39º  |

| 1978 | Classe | Moto   |   |    |    |     |   |    |    |   |   |     |   |   |   | Punti | Pos. |
| ---- | ------ | ------ | - | -- | -- | --- | - | -- | -- | - | - | --- | - | - | - | ----- | ---- |
| 1978 | 350    | Yamaha | - | NE | NQ | Rit | - | NQ | NE | - | - | Rit | - | - | - | 0     |      |

| Legenda | 1º posto        | 2º posto            | 3º posto            | A punti      | Senza punti        | Grassetto – Pole position Corsivo – Giro più veloce |
| Legenda | Gara non valida | Non qual./Non part. | Ritirato/Non class. | Squalificato | '-' Dato non disp. | Grassetto – Pole position Corsivo – Giro più veloce |

### Classe 500
| 1975 | Classe | Moto   |  |    |     |    |   |  |   |   |     |  |  |    |  |  | Punti | Pos. |
| ---- | ------ | ------ |  | -- | --- | -- | - |  | - | - | --- |  |  | -- |  |  | ----- | ---- |
| 1975 | 500    | Suzuki |  | NE | Rit | 12 | 7 |  | 4 | 2 | Rit |  |  | NE |  |  | 24    | 8º   |

| 1976 | Classe | Moto   |  |  |     |    |  |     |   |    |   |   |   |    |  |  | Punti   | Pos. |
| ---- | ------ | ------ |  |  | --- | -- |  | --- | - | -- | - | - | - | -- |  |  | ------- | ---- |
| 1976 | 500    | Suzuki |  |  | Rit | NE |  | Rit | 9 | 10 | 4 | 1 | 4 | NE |  |  | 31 (34) | 5º   |

| 1977 | Classe | Moto   |  |    |    |   |    |     |    |    |     |     |  |  |     |  | Punti | Pos. |
| ---- | ------ | ------ |  | -- | -- | - | -- | --- | -- | -- | --- | --- |  |  | --- |  | ----- | ---- |
| 1977 | 500    | Suzuki |  | NP | 15 | 7 | NE | Rit | NE | 12 | Rit | Rit |  |  | Rit |  | 4     | 23º  |

| 1978 | Classe | Moto   |  |     |     |    |  |   |     |  |  |   |  |    |    |  | Punti | Pos. |
| ---- | ------ | ------ |  | --- | --- | -- |  | - | --- |  |  | - |  | -- | -- |  | ----- | ---- |
| 1978 | 500    | Suzuki |  | Rit | Rit | 18 |  | 7 | Rit |  |  | 8 |  | NE | NE |  | 7     | 16º  |

| 1979 | Classe | Moto   |  |  |  |  |  |  |  |  |  |  |    |    |  |  | Punti | Pos. |
| ---- | ------ | ------ |  |  |  |  |  |  |  |  |  |  | -- | -- |  |  | ----- | ---- |
| 1979 | 500    | Suzuki |  |  |  |  |  |  |  |  |  |  | 10 | NE |  |  | 1     | 39º  |

| 1980 | Classe | Moto   |  |  |  |    |  |  |  |    |    |  |  |  |  |  | Punti | Pos. |
| ---- | ------ | ------ |  |  |  | -- |  |  |  | -- | -- |  |  |  |  |  | ----- | ---- |
| 1980 | 500    | Suzuki |  |  |  | NE |  |  |  | 12 | NE |  |  |  |  |  | 0     |      |

| 1981 | Classe | Moto   |    |  |  |  |  |    |  |  |  |  |     |  |    |  | Punti | Pos. |
| ---- | ------ | ------ | -- |  |  |  |  | -- |  |  |  |  | --- |  | -- |  | ----- | ---- |
| 1981 | 500    | Suzuki | NE |  |  |  |  | NE |  |  |  |  | Rit |  | NE |  | 0     |      |

| Legenda | 1º posto        | 2º posto            | 3º posto            | A punti      | Senza punti        | Grassetto – Pole position Corsivo – Giro più veloce |
| Legenda | Gara non valida | Non qual./Non part. | Ritirato/Non class. | Squalificato | '-' Dato non disp. | Grassetto – Pole position Corsivo – Giro più veloce |